# Lamacoscylus humilis
Lamacoscylus humilis là một loài bọ cánh cứng trong họ Cerambycidae.